# Eltendorf
Eltendorf é um município da Áustria localizado no distrito de Jennersdorf, no estado de Burgenland.